# Марчук, Александр Дмитриевич
Алекса́ндр Дми́триевич Марчу́к (укр. Олександр Дмитрович Марчук; 3 августа 1989, Пески) — украинский военнослужащий, подполковник, участник российско-украинской войны. Герой Украины (2023).

## Биография
Александр Марчук родился 3 августа 1989 года в селе Пески Гороховского района Волынской области. В 2015 году начал службу в 10-м мобильном пограничном отряде «Дозор» на должности офицера (пулемётчика) отдела специальных действий. С начала полномасштабного вторжения России в Украину продолжил выполнять боевые задачи.
С 3 по 7 марта 2022 года подразделение под его командованием обеспечивало прикрытие мирного населения при эвакуации из города Ирпень. Пограничникам удалось вывести из-под обстрела более 500 гражданских лиц и 30 транспортных средств. Во время эвакуации офицер оказал медицинскую помощь раненым, спасая жизни восьми человек.
В июле 2023 года его подразделение штурмовало позиции российских войск на Запорожском направлении. Несмотря на полученную баротравму, Марчук продолжал умело руководить подразделением, без потерь вывел личный состав через заминированный участок.
1 октября 2023 года, в День защитников и защитниц Украины, Александр Марчук получил звание Героя Украины с вручением ордена «Золотая Звезда» из рук Президента Украины Владимира Зеленского на территории Национального историко-архитектурного музея «Киевская крепость» в присутствии военно-политического руководства страны и иностранных дипломатов.

## Награды
- Звание «Герой Украины» с удостоением ордена «Золотая Звезда» (28 сентября 2023) — за личное мужество и героизм, проявленные в защите государственного суверенитета и территориальной целостности Украины, верность военной присяге.